# Текес (Казахстан)
Теке́с (каз. Текес) — село у складі Райимбецького району Алматинської області Казахстану. Адміністративний центр Текеського сільського округу.
Населення — 2460 осіб (2021; 4406 у 2009, 4569 у 1999, 5152 у 1989).